# Freyssinets 5 Marnebrücken
Freyssinets 5 Marnebrücken sind zweispurige Straßenbrücken über die Marne, die nach Eugène Freyssinets Plänen als Spannbetonbrücken von Campenon Bernard gebaut wurden. Sie werden in der Fachliteratur regelmäßig unter dem zusammenfassenden Titel 5 Marnebrücken (französisch 5 Ponts sur la Marne) abgehandelt.
Nach dem Erfolg der zwischen 1941 und 1946 gebauten Pont de Luzancy, der ersten französischen Spannbetonbrücke, erstellte man in den Jahren 1947 bis 1951 baugleiche Spannbetonbrücken in:
- Ussy-sur-Marne ()
- Changis-sur-Marne ()
- Esbly ()
- Trilbardou ()
- Annet-sur-Marne ()

Die Brücken sind der Pont de Luzancy ähnlich, haben jedoch mit 74 m eine größere Stützweite. Es sind flache Zweigelenkrahmen aus 6 Spannbetonträgern, die auf vor den Widerlagern angebrachten, dreieckigen Kämpfer-Konstruktionen lagern und deren Bauhöhe zum Bogenscheitel hin auf 1,02 m abnimmt, sowie einer leicht auskragenden Fahrbahnplatte aus Stahlbeton.
Die Träger sämtlicher Brücken wurden in einzelnen Abschnitten an Land in einem bei Esbly eingerichteten Fertigteilwerk vorgefertigt, auf Leichtern zur Brücke transportiert und dort mit einer eigens angefertigten Art Kabelkran aus zwei Stahlstützen und verschiedenen Seilen in ihre endgültige Lage gehoben. Lehrgerüste oder provisorische Stützen im Fluss waren daher nicht erforderlich.